# Gircourt-lès-Viéville
Gircourt-lès-Viéville is een gemeente in het Franse departement Vosges (regio Grand Est) en telt 166 inwoners (2004). De plaats maakt deel uit van het arrondissement Épinal.

## Geografie
De oppervlakte van Gircourt-lès-Viéville bedraagt 8,5 km², de bevolkingsdichtheid is 19,5 inwoners per km².
De onderstaande kaart toont de ligging van Gircourt-lès-Viéville met de belangrijkste infrastructuur en aangrenzende gemeenten.

## Demografie
Onderstaande figuur toont het verloop van het inwonertal (bron: INSEE-tellingen).